# 후티아파

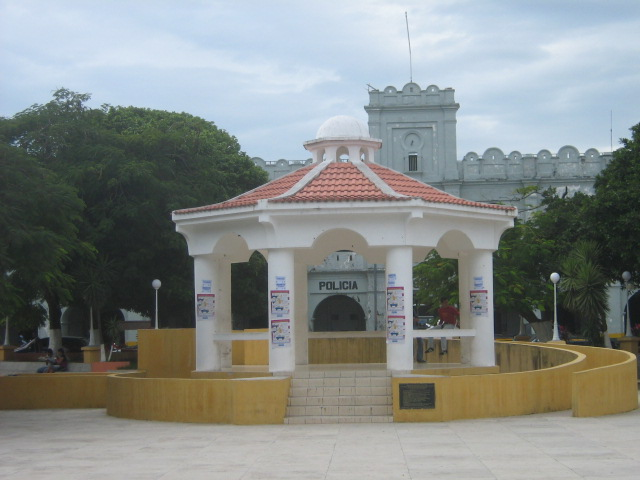
후티아파에 있는 공원

후티아파(스페인어: Jutiapa)는 과테말라의 도시로 후티아파 주의 주도이며 면적은 620km2, 높이는 895m, 인구는 162,312명(2002년 기준)이다. 과테말라의 수도인 과테말라 시에서 118km 정도 떨어진 곳에 위치한다.